# Gesellschaft der Herren zu Schützen

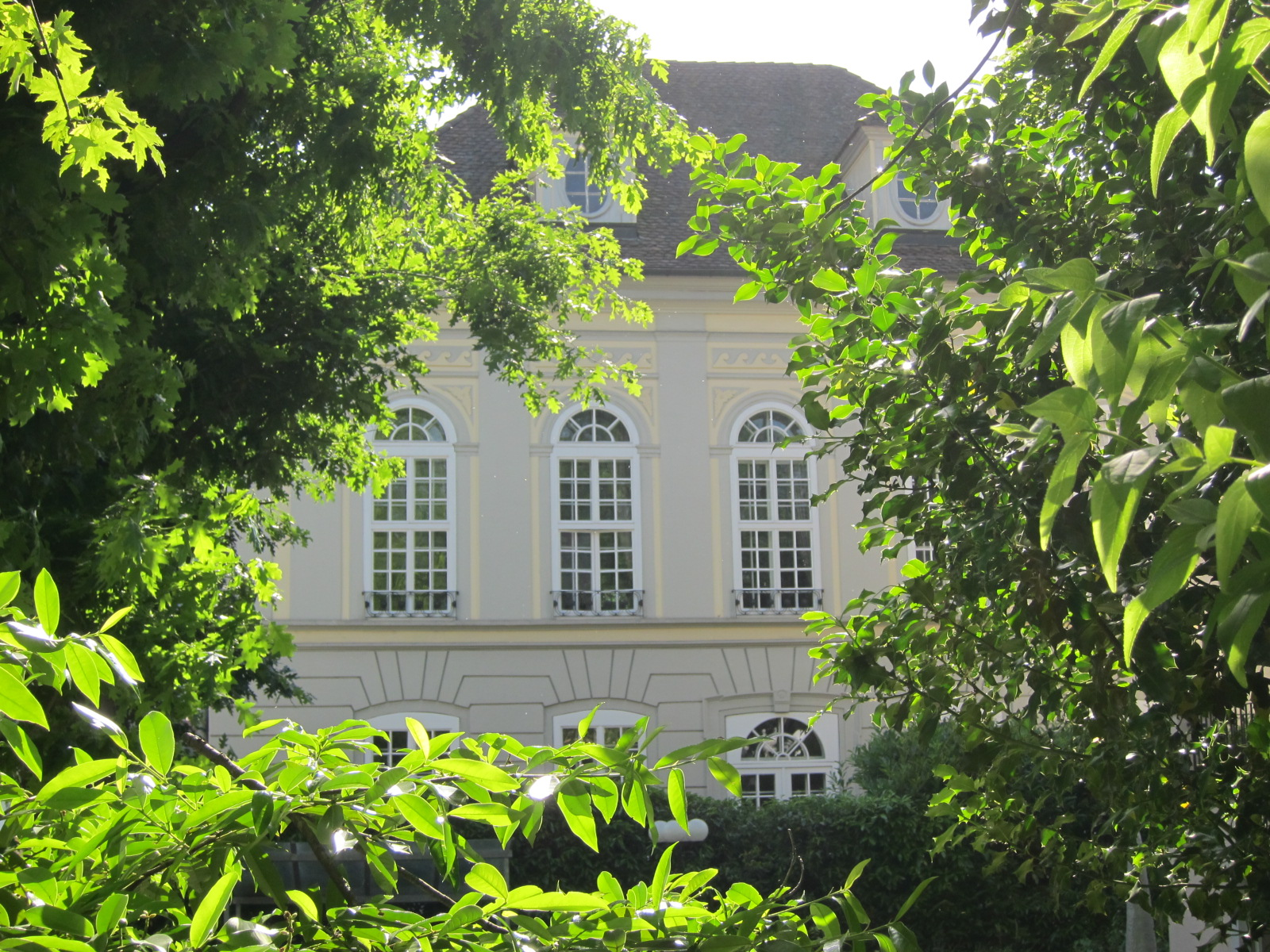
Gesellschaftshaus der Herren zu Schützen in Luzern, Anbau mit Tanzsaal.

Die Gesellschaft der Herren zu Schützen ist ein Luzerner Geselligkeitsverein, dem seit dem 16. Jh. politisch einflussreiche Bürger der Stadt Luzern angehörten. Sie spielte vor allem im Ancien Régime und im 19. Jahrhundert eine wichtige politische Rolle.

## Geschichtlicher Überblick
Während dem Ritter des Mittelalters Pferd und Schwert als Statussymbole dienten, kam für den Adeligen der neueren Zeit die Schusswaffe hinzu. Deshalb hatte sich 1451 in Luzern die «Herrengesellschaft zum Affenwagen» mit der «Gesellschaft zu Schützen» zu einem Bund vereinigt und diesem 1518 als Zeichen des engen Verhältnisses zur Kirche die St.-Sebastians-Bruderschaft eingegliedert. Bis weit über das Ende des Ancien régimes hinaus gehörten ihr viele Mitglieder des Luzerner Rates, aber auch Mitglieder des europäischen Adels, Ambassadoren und Repräsentanten aus Kunst, Kultur und Wissenschaft an oder waren als Gäste geladen. Die Aufgabe der Gesellschaft war es, die geselligen Beziehungen untereinander, den guten Ton und die feinen Regeln der Wohlerzogenheit zu pflegen. Hier fand auch die Vorbereitung zum Staatsstreich von 1814 statt, der die alte Patriziatsverfassung wieder herstellte. Die Gesellschaft der Herren zu Schützen ist vergleichbar mit dem Cercle de la Grande Société von Bern, mit dem sie Beziehungen pflegt. Die Gesellschaft zählt heute etwa 150 Mitglieder. Ihr erster Stubenherr ist 1427 nachweisbar.

## Gesellschaftshaus
Seit der Gründung hat die Gesellschaft der Herren zu Schützen stets ihr eigenes Haus besessen. Es stand am linken, später am rechten Reussufer gegenüber der Jesuitenkirche und ist heute mit seiner reich bemalten Hausfassade als «Hotel des Balances» bekannt.
Im Jahre 1807 erwarb die Gesellschaft das vom Topographen und Ratsherrn Franz Ludwig Pfyffer von Wyher bewohnte und von dessen Familie seit 1719 als Sommersitz dienende Barockhaus am Löwengraben. Diesem fügte die neue Besitzerin ein Jahr später einen feingliedrigen, zweigeschossigen Bau mit Ballsaal und gefedertem Tanzboden an. Die gesamte Liegenschaft, fortan als Kasino bezeichnet, wurde in den 1980er und 1990er Jahren einer umfassenden Innen- und Aussenrenovation unterzogen. Das Haus ist noch heute im Besitz der Gesellschaft, die es gelegentlich für Fremdanlässe zur Verfügung stellt. Es ist auf der Liste der Kulturgüter in Luzern als regional bedeutend aufgeführt.